# Distretto di Mueang Kanchanaburi
Il distretto di Mueang Kanchanaburi (in thailandese: เมืองกาญจนบุรี) è un distretto (amphoe) della Thailandia, situato nella provincia di Kanchanaburi, della quale è il capoluogo.